# Flotsam-Moränen
Die Flotsam-Moränen sind Moränen in den Prince Albert Mountains des ostantarktischen Viktorialands. Sie erstrecken sich vom Mount Morrison nordostwärts in den Eisverwerfungen zwischen dem Midship-Gletscher und benachbarten Hanggletschern.
Die Mannschaft des New Zealand Antarctic Research Programme, die hier in der Saison 1989/1990 Feldforschungen betrieb, benannte sie in Verbindung mit der Jetsam-Moräne nach ihren an Treibgut (englisch flotsam) und Strandgut (englisch jetsam) erinnernden Schuttablagerungen.